# Polylepis subsericans
Polylepis subsericans är en rosväxtart som beskrevs av Macbride. Polylepis subsericans ingår i släktet Polylepis och familjen rosväxter. Inga underarter finns listade i Catalogue of Life.